# Elephantulus brachyrhynchus
Elephantulus brachyrhynchus là một loài động vật có vú trong họ Macroscelididae, bộ Macroscelidea. Loài này được A. Smith mô tả năm 1834.